# Kurt Tauchmann (Maskenbildner)
Kurt Tauchmann († 2000 in Berlin) war ein deutscher Chef-Maskenbildner bei der DEFA.

## Leben
Er begann seine Karriere am 2. September 1959. Sie entwickelte sich, als bis dahin bei der DEFA arbeitende westdeutsche Maskenbildner ihre Arbeit aufgaben. Tauchmann arbeitete meist für Hans Mahlich, aber auch für Lutz Köhlert und Kurt Maetzig. Er war an utopischen Filmen und DEFA-Indianerfilmen beteiligt. Überdies war er auch im Ausland in Polen und Jugoslawien tätig. In dem DEFA-Film Darf ich Petruschka zu dir sagen? von 1981 stellte er selbst einen Maskenbildner dar.

## Film und Fernsehen
| - Polizeiruf 110 (Fernsehserie, 2 Folgen) - – Die alte Frau im Lehnstuhl (1987) - – Gier (1986) - 1986 Rabenvater - 1986 Das Eigentor (Fernsehfilm) - 1985 Die Frau und der Fremde - 1984 Eine sonderbare Liebe - 1983 Verzeihung, sehen Sie Fußball? (Kinofilm) - 1983 Das Luftschiff - 1981 Feuerdrachen (zweiteiliger Fernsehfilm) - 1981 Bürgschaft für ein Jahr (Kinofilm) - 1980 Glück im Hinterhaus (Kinofilm) - 1980 Jadup und Boel (Kinofilm) | - 1980 Und nächstes Jahr am Balaton (Kinofilm) - 1979 Feuer unter Deck - 1979 Für Mord kein Beweis (Kriminalfilm) - 1978 Eine Handvoll Hoffnung - 1978 Zünd an, es kommt die Feuerwehr - 1978 Rotschlipse - 1977 Absage an Viktoria (Fernsehfilm) - 1975 Zwischen Nacht und Tag - 1973 Eva und Adam (Fernsehserie) (2 Folgen) - – Privat nach Vereinbarung - – Gefechte mit Napoleon - 1971 Husaren in Berlin - 1970 Signale – Ein Weltraumabenteuer | - 1969 Weiße Wölfe - 1968 Spur des Falken (Kinofilm) - 1967 Chingachgook, die große Schlange (Kinofilm) - 1966 Die Söhne der großen Bärin (Kinofilm) - 1965 Lots Weib - 1965 Die Abenteuer des Werner Holt - 1965 Jahrgang '45 - 1964 Alaskafüchse - 1963 Nackt unter Wölfen - 1962 Ach, du fröhliche - 1961 Der Traum des Hauptmann Loy - 1961 Dzis w nocy umrze miasto - 1961 Septemberliebe |